# Các tập Team up trong lịch sử Power Rangers
Các tập Team up trong Power Rangers là những tập hợp tác giữa các siêu nhân trong series và các siêu nhân ở các series trước nhằm đánh lại cùng một kẻ thù, thực ra so với bản Sentai team up không có gì mới lạ vì đã có sự team up ở serie thứ hai của Sentai, ở bản Sentai team up luôn được cho vào một bộ phim riêng và hay để ở dạng versus (đối đầu), JAKQ Dengekitai vs. Goranger là bản team up đầu tiên của Sentai cũng như của cả lịch sử siêu nhân. Ở Power Rangers, team up để ở dạng cũng là một hoặc hai tập phim trong số các tập của Power Rangers, bản team up đầu tiên là trong Power Rangers: Zeo khi các siêu nhân Zeo hợp tác với các siêu nhân trong Mighty Morphin Alien Rangers ở tập 46 và 47, trong các bản team up của Power Rangers, thường có một điểm chung là sau khi biến hình, 2 đội sẽ chia nhau ra, các siêu nhân cùng màu, cùng giới tính và các siêu nhân mới cùng hoàn cảnh sẽ chiến đấu cùng nhau nhằm tiêu diệt gọn sạch kẻ thù, các tập team up không nhất thiết phải góp mặt đủ tất cả các siêu nhân ở 2 seríe
Thế nhưng, trong Power Rangers, team up mới đi vào hệ thống ở bản Lost Galaxy khi các siêu nhân hợp tác với các siêu nhân trong Power Rangers: in Space, đó là tập 30 và 31 của Power Rangers: Lost Galaxy, từ sau tập team up đó, phiên bản team up đan chéo trải dài qua Power Rangers: Lost Galaxy, Power Rangers: Lightspeed Rescue, Power Rangers: Time Force, Power Rangers: Wild Force, Power Rangers: Dino Thunder, Power Rangers: S.P.D, Power Rangers: Operation Overdrive và Power Rangers: Samurai, dự kiến bản team up tiếp theo sẽ có trong Power Rangers: Super Megaforce khi có sự xuất hiện của các siêu nhân từ phiên bản đầu tiên. Team up cũng không nhất thiết là phải giữa các ranger với nhau

## Các bản team
Bản team up đầu tiên giữa các siêu nhân là trong Power Rangers: Zeo, còn bản team up đầu tiên trong lịch sử Power Rangers là trong Mighty Morphin Power Rangers, bản team up này đan chéo giữa các siêu nhân trong Mighty Morphin với một chiến binh trong Masked Rider (bản Mỹ hóa của Kamen Riders), là 3 tập đầu của season 3 của serie
Alpha 5 vốn là robot của hành tinh Edenoi, robot này đang rất lo lắng Count Dregon - con út của vua Lexion (người tạo ra Alpha 5) đang tấn công hành tinh. Các siêu nhân đã tình nguyện đến Edenoi và giúp đỡ Dex - hoàng tử của Edenoi, cháu vua và cũng là một chiến binh Kamen Rider. Ban đầu, 5 người (Kimberly đang phải nằm nhà do ốm) phải chiến đấu với Dex do anh tưởng họ là gián điệp của chú mình, sau khi biết được mọi chuyện, Dex đã cùng 5 người đánh lại Count Dregon. Thế nhưng trong lúc này chúa tể Zedd lại phái Repellator xuống tấn công Trái Đất. Kimberly phải gượng dậy để chiến đấu và đã cầm chân được con quái vật và đã làm cho nó bị nhiễm bệnh của cô, sau khi đánh bại được Count Dregon, các siêu nhân trở lại Trái Đất để kết hợp các Thunderzord tiêu diệt hoàn toàn Repellator. Tuy nhiên Count Dregon đã xuống tấn công Trái Đất và Dex đã đuổi theo giúp đỡ các siêu nhân bảo vệ Trái Đất. Sau sự hợp tác này, Dex trở lại hành tinh và tiếp tục chống lại Count Dregon, còn các siêu nhân đã mất sạch năng lượng của mình và các Zord khi bị Rito - em của Rita phá hủy và phải tìm sức mạnh mới

## Power Ranger: Zeo và Mighty Morphin Alien Rangers
Đây là bản team up đầu tiên giữa các siêu nhân với nhau, bản team up này diễn ra ở tập 47 và 48 của Power Rangers: Zeo, máy phục hồi của Billy lại có một tác dụng phụ và làm cho anh bị già đi, chúa tể Zedd và mụ Rita quyết định quay lại để đánh lại Machine Empire, tranh giành quyền lực. Các siêu nhân đã để mất Megazord vào tay Cog Changer. Rita dùng phép thuật nhằm biết Katherine thành quái vật nhưng lại bắn trượt vào ví của cô và biến cái ví đấy thành Impursonator, con quái vật đã khống chế và cướp được cả Super Zeo Megazord. Không có Zord và Billy đang gặp vấn đề. Các siêu nhân trong Mighty Morphin Alien Rangers đã xuống Trái Đất để giúp đỡ nhóm của Tommy

## Power Rangers: in Space và Teenage Mutant Ninja Turtles
In Space là phim có nhiều team up nhất trong các bản của Power Rangers với 3 lần hợp tác, bản team up với các ninja rùa này diễn ra ở tập 4 của Power Rangers: in Space, ở tập này 5 ninja rùa, gồm Leonardo, Donatello, Raphael, Michaelangelo và Venus bị Astronema thôi miên. Họ tấn công và bắt các siêu nhân, trừ Andros. Andros đã xâm nhập và giải cứu bạn mình, sau khi đi qua nguồn điện năng của các siêu nhân, các ninja rùa trở lại bình thường. Astronema rút lui và các siêu nhân đuổi theo, trong khi Alpha cố gắng ngăn chặn con tàu khỏi sự tự hủy, Donatello tìm cách để ngăn chặn sự tự hủy. Các ninja rùa giúp đỡ các siêu nhân đánh lại Quantrons. Ở đoạn cuối Michaelangelo nói chuyện với Andros và các ninja rùa tạm biệt và trở lại Trái Đất

## Power Rangers: in Space và Justin
Trong tập cuối của Power Rangers: Turbo, Divatox phá hủy sức mạnh siêu nhân của T.J, Carlos, Ashley, Cassie, Justin và bắt cóc Zordon, Lightning Cruiser và Storm Blaster. Để ngăn chặn Divatox và cứu Zordon, các siêu nhân đã lên vũ trụ nhưng Justin đã ở lại vì muốn sống cùng bố mình. Trong tập 18 của Power Rangers: in Space Storm Blaster đã tìm cách thoát thân, Astronema sai lính truy bắt, các siêu nhân đã đi theo để ngăn chặn nhưng đã bị bắt, Storm Blaster chạy xuống Trái Đất và tìm đến nhà của Justin, trả lại sức mạnh Turbo bị đánh mất của cậu và đưa cậu đến hỗ trợ các siêu nhân. Tiếp đà chiến thắng, 6 người đi giải cứu Lightning Cruiser. Sau chiến thắng, Justin trở về nhà và nhắn nhủ đến các siêu nhân rằng khi họ cần giúp đỡ, chỉ cần gọi một cú, có thể trong lần trở lại, Justin đã tìm được năng lượng đã mất của T.J và đưa lại cho anh, nhờ vậy mà anh trở lại trong "Forever Red" trong vai trò siêu nhân đỏ trong Power Rangers: Turbo

## Power Rangers: in Space và Adam
Team up này xuất hiện trong tập 25 của Power Rangers: in Space, Astronema phái Lizwizard xuống tấn công Trái Đất và hắn đã khống chế, giữ được Cassie, Carlos dùng vũ khí của mình tấn công Lizwizard nhằm cứu Cassie nhưng cây gậy bị trượt và đánh trúng vào Cassie, làm cô bị thương nặng ở tay. Lizwizard đã nhân cơ chạy thoát, dù Cassie đã nói rằng không phải lỗi của Carlos nhưng anh cảm thấy day dứt và nghi ngờ khả năng làm siêu nhân của. Adam Park - người đã trao cho Carlos năng lượng Turbo màu xanh lá cây đã động viên anh thông qua một lớp võ. Thế nhưng, Carlos vẫn quyết tâm và từ bỏ sức mạnh siêu nhân. Trong hoàn cảnh Lizwizard tấn công Trái Đất, Adam đã liều lĩnh sử dụng năng lượng cũ màu đen của mình. Thế nhưng năng lượng này đã mất từ lâu nên dù biến hình được nhưng Adam không thể mạnh được như trước, trong hoàn cảnh đó các siêu nhân đã đến giải cứu và Cassie đưa cho Carlos máy biến hình, Carlos đã lấy lại niềm tin và kích hoạt sức mạnh, hợp sức với Adam tấn công Lizwizard

## Power Rangers: Lost Galaxy và Power Rangers: in Space
Team up này diễn ra vào tập 30 và 31 của Power Rangers: Lost Galaxy và cũng là tập team up đan. Deviot đã hồi sinh các Psycho Rangers - những siêu nhân bản sao ác trong in Space, chúng đã bắt cóc Maya, Damon, Kai và Kendrix. Leo phải đối mặt với Psycho Đỏ trong rừng, dù đã biến hình nhưng anh không phù hợp để chiến đấu với nó. Andros đã tới và giải cứu anh. Leo đã gặp anh mình là Mike ở trên tàu của Andros. Sau đó Mike đã tới giải cứu 4 người, sau đó các siêu nhân trong in Space (trừ Zhane) đã trở lại để hợp sức tiêu diệt bọn Psycho Rangers, team up khá là thành công, thế nhưng họ đã để sót Psycho Hồng
Psycho Hồng quyết tâm tiêu diệt bằng được Cassie và Kendrix, trong cuộc chiến đó, siêu nhân giả này đã sử dụng kiếm Savage để hấp thụ và phá hủy sức mạnh của Cassie để trở nên mạnh, nguy hiểm hơn và to hơn. Megazord của 2 đội đã tiêu diệt được Psycho Hồng, Kendrix đã dùng sức mạnh để đưa kiếm Savage vào mắt bão nhằm tiêu diệt nó, bất chấp sự ngăn cản của Cassie, cô đã thành công khi phá hủy được nó, nhưng đổi lại bằng chính mạng sống của mình. Sức mạnh siêu nhân Hồng sau đó được trao cho Astronema - tức Karone, em của Andros

## Power Rangers: Lightspeed Rescue và Power Rangers: Lost Galaxy
Trong tập cuối của Power Rangers: Lost Galaxy, Leo đã dùng Battlizer của mình để đánh bại hoàn toàn Trakeena, thế nhưng Trakeena chưa chết mà bị thương nặng. Ở tập 29 và 30 trong Power Rangers: Lightspeed Rescue mụ đã liên kết với Triskull để phục hồi sức mạnh, trả thù các siêu nhân trong Lost Galaxy và thống trị cả Trái Đất và Mirinoi. Triskull đã giúp để đưa Trakeena xuống Trái Đất và bắt cóc người dân nhằm phục hồi sức mạnh. Leo đã rút thanh kiếm của mình, lấy lại năng lượng, và trở về Trái Đất nhằm đuổi theo, anh và Trakeena đáp xuống vịnh Mariner. Ở vịnh Mariner, các siêu nhân trong Power Rangers: Lightspeed Rescue đang làm nhiệm vụ cứu hỏa, họ đã sơ suất khi không biết rằng trong một căn phòng, tầng 13 của một nơi làm việc, Triskull đang giúp đỡ Trakeena xây dựng một phòng thí nghiệm để hấp thụ sức mạnh loài người. Một bé gái cùng mẹ lên chính căn phòng đấy để thăm cha, nhưng chỉ có đứa bé thoát do đá quả bóng bay ra chỗ khác. Đứa bé đã chạy xuống tầng một để báo cáo nhưng không ai tin và đã gặp Carter, kể mọi chuyện cho Carter nghe. Vào lúc đó thì Kelsey, Dana, Joel và Chad gặp Leo, Kai và Maya cũng xuống Trái Đất và giúp Carter khi anh cố gắng cứu đứa bé khỏi Triskull. Ở tập 30 Damon và Kendrix đã lấy thanh kiếm của mình và xuống Trái Đất để giúp đỡ, Triskull sau bị Carter giết, Carter cũng đã bảo bé gái ấn chuông nhằm đưa hết mọi người trong nơi làm việc ra khỏi đó nhằm phá kế hoạch của Trakeena. 10 siêu nhân đã team up với nhau, trong khi đấy Trakeena đang sắp hoàn thiện thì lại trúng phải kế của Olympius, hắn đã thay đổi đường dẫn, vì thế thay vì trở lại như trong Lost Galaxy, Trakeena lại biến thành khổng lồ và tàn phá thành phố, 2 đội đã gọi Megazord nhưng không thể đánh lại được, cuối cùng, một sức mạnh lạ đã kết hợp 2 Megazord với nhau và dễ dàng tiêu diệt được Trakeena

## Power Rangers: Time Force và Power Rangers: Lightspeed Rescue
Bị trở thành vật hiến tế cho Nữ hoàng Bansheera trong Power Rangers: Lightspeed Rescue nhưng sau khi nữ hoàng bị tiêu diệt, Vypra vẫn sống và hấp thụ sức mạnh của "Thế giới bóng đêm". Ở tập 33 trong Power Rangers: Time Force lần chạm mặt đầu tiên với mụ là Eric khi mụ đang cố gắng lấy viên đá quý nhằm hồi sinh một con siêu quỷ, thế nhưng mụ lại không thể lấy được viên đá đấy do vấp phải rào cản của khoa học kỹ thuật, mụ đã đến gặp Ransik nhờ sự giúp đỡ. Wesley, Jennifer, Lucas, Trip và Katie đã trạm trán với Vypra nhưng không đánh được mụ, sau lúc đấy họ gặp Carter. Carter đã liên hệ với Dana, Kelsey, Joel và Chad để hợp lại đội Cứu hộ. Họ cũng có được viên đá quý, nhưng Jen, Luke, Trip và Kate bị giữ lại làm con tin, Carter và Wesley đã buộc phải đưa cho Vypra viên đá để Vypra triệu hồi con siêu quỷ, Dana, Kelsey, Joel và Chad đã tới giải cứu 4 người, Eric và Ryan sau đó cũng đến và 2 đội hợp lại thành một. Liên minh đã tiêu diệt Vypra và con siêu quỷ

## Power Rangers: Wild Force và Power Rangers: Time Force
Team up này xuất hiện ở tập 24 và 25 trong Power Rangers: Wild Force, trong một lần làm nhiệm vụ, Wesley và Eric đã chạm trán ba con quái vật lạ và không thể hạ được chúng cho đến khi các siêu nhân trong Wild Force đến hỗ trợ, đuổi được chúng đi. Eric và Wes có một sự bất đồng với các siêu nhân khác bởi 2 từ mutant và Org. Wes và Eric sau đó đã hỏi các siêu nhân trong Time Force và Trip đã nói rằng họ đã để sót mất ba con mutant ở năm 2002. Thực ra ba con quái vật này vốn là Org của 3000 năm về trước, khi thực hiện âm mưu thống trị quá khứ, Ransik đã gặp chúng và giải thoát chúng, ba con Org đã lấy DNA mutant của Ransik và cho ông ta sức mạnh như lời hứa, nhờ vậy mà ông ta có thể lấy xương mình làm vũ khí, ba con Org trở nên mạnh hơn và giống như những vũ khí có sự sống. Jen đã tự mình vượt về năm 2002 để truy tìm 3 cá thể lai, Lucas, Trip và Katie đã đến gặp Ransik và nhờ sự giúp đỡ. Họ đã phát hiện ra 3 cá thể lai cấu kết với chúa tể Org nhằm đến một nhà máy và gây ô nhiễm nguyên tử. Ransik đã tấn công 3 cá thể lai và lấy đi DNA mutant của 3 cá thể lai, khiến chúng trở lại là Org, 12 siêu nhân đã tiêu diệt được 3 cá thể lai, và máu mutant trong người Ransik cũng bị biến mất, làm ông trở lại là một con người hoàn toàn

## Forever Red
Forever Red là tập đặc biệt nhằm kỷ niệm 10 năm Power Rangers, nằm trong tập thứ 34 của Power Rangers: Wild Force. Tezzla, Gerrok, Steelon, và Automon, những tàn dư của Machine Empire, với sự lãnh đạo của Venjix. Chúng đã phát hiện ra Zord có tên Serpentera rất bí mật của chúa tể Zedd, con Zord này đủ mạnh để có thể tiêu diệt được Trái Đất ở trên Mặt Trăng. Andros đã phát hiện ra âm mưu này và báo cho Tommy Oliver, Tommy đã bảo Andros liên hệ với tất cả các siêu nhân đỏ và gặp mặt ở NASADA, Andros đã liên hệ với TJ, Leo, Aurico, Carter, Wesley và Eric, Carter cũng đến và gặp Cole để mời Cole gia nhập, 7 người gặp nhau ở NASADA, Tommy nói rằng siêu nhân đỏ đầu tiên sẽ không tham gia, nhưng Cole đã nghe thấy tiếng xe máy, người đó dừng xe lại, bỏ mũ ra, chính là Jason, 8 người đã lên tàu Megaship Mark II, trên tàu, Tommy giải thíc nhiệm vụ cho những người còn lại. 8 người đặt chân lên Mặt Trăng, chiến đấu với bọn lính trong dạng người thường, Cole ra sức đuổi theo những tàn dư của Machine Empire. Venjix tấn công anh nhưng Leo và Aurico đã đến cứu, 10 siêu nhân đỏ biến hình và tạo thành một đội. Cole và Jason chiến đấu với Venjix, Tommy và Wesley chiến đấu với Gerrok, Eric và Aurico chiến đấu với Tezzla, T.J và Leo chiến đấu với Automon, Andros và Carter chiến đấu với Steelon. Khi Cole và Jason gần tiêu diệt được Venjix, hắn đã chạy lên tàu Serpentera nhưng bị Rider của Cole tiêu diệt. Sau chiến thắng, Cole cũng nói Tommy là siêu nhân tuyệt vời nhất

## Power Rangers: Dino Thunder và Power Rangers: Ninja Storm
Team up này diễn ra ở trong tập 31 và 32 của Power Rangers: Dino Thunder. Ở tập cuối của Power Rangers: Ninja Storm, Lothor đã lấy đi sức mạnh siêu nhân của Shane, Tori, Dustin, Hunter, Blake và Cam, thế nhưng hắn đã bị sức mạnh ninja của Shane, Tori và Dustin phong ấn xuống địa ngục cùng với năng lượng siêu nhân. Một năm sau, Lothor trở lại với âm mưu trả thù. Sau bài khóa của Shane, Tori và Dustin, họ nhận được giấy gặp mặt của thầy giáo, khi họ đến gặp thì người thầy Kanoi nói rằng Lothor đã trở lại và đưa cho họ sức mạnh siêu nhân. Khi đeo vào, họ nói những lời lẽ kì lạ, Kanoi lộ dạng thật là Lothor, điều đó có nghĩa là Lothor đã bắt cóc Kanoi và biến Shane, Tori và Dustin thành kẻ ác. Trong lúc này, Connor, Ethan và Kira đi xem cuộc đua motor của Blake, Cam đi tìm bố mình. Lothor tiến đến trường Ninja, Shane, Tori và Dustin biến thành siêu nhân tấn công trường, Lothor bắt hết tất cả các học viên của trường (giống như tập 1 của Power Rangers: Ninja Storm). Marah và Kapri tránh được vì họ hứa sẽ dùng sức mạnh ninja để giúp Lothor. Khi biết được chuyện, Cam đã báo cho Hunter. Lothor tấn công thành phố, Connor, Kira và Ethan đến ngăn chặn và ngay sau đó họ đối mặt với Shane, Tori và Dustin, 3 người quá mạnh nên 3 siêu nhân trong Dino Thunder đã thất thủ. Trong khi đó, Mesogog nhận ra đám lính của Lothor, đã phái Elsa đến để liên minh. 
Cam, Hunter và Blake đi xuống địa ngục tìm năng lượng siêu nhân bị mất, ngay lập tức họ đối mặt với đội quân của Lothor, trong khi Cam sắp sửa lấy được nguồn năng lượng thì Blake bị đánh rơi xuống núi lửa, Hunter nhảy xuống, một tay kịp túm lấy Blake, tay kia bán lên vách núi, Cam vội chạy đến để cứu, quân của Lothor bỏ đi, đúng lúc đó thầy Kanoi (được Marah và Kapri cứu) kịp đến và giúp Cam lôi hai người lên. Conner, Ethan và Kira một lần nữa đánh nhau với Shane, Dustin và Tori, trong lúc chuẩn bị biến hình thì Cam, Hunter và Blake chạy đến và đổi năng lượng ác thành năng lượng tốt cho Shane, Dustin và Tori, 3 người kể rõ mọi chuyện và cùng Conner, Ethan và Kira đến căn cứ của Dino Thunder. Lothor và Mesogog quyết định tấn công tổng lực, Connor, Kira, Ethan, Tommy Oliver, Trent cùng với Shane, Tori, Dustin, Hunter, Blake và Cam đã hợp tác nhằm tiêu diệt sạch đội quân. 11 người biến hình và tiêu diệt toàn bộ kẻ thù, trừ Elsa. Marah và Kapri đến và mở lọ giải cứu các học viên ninja, Mesogog tấn công Lothor và giam giữ hắn. Sau lần hợp sức, sức mạnh siêu nhân của Ninja Storm không sử dụng được nữa và Conner, Kira, Ethan, Tommy Oliver, Trent lại tiếp tục bảo vệ thế giới

## Power Rangers: S.P.D và Power Rangers: Dino Thunder (lần 1)
Team up này diễn ra trong tập 31 của Power Rangers: S.P.D. Một năm sau khi đánh bại Mesogog, Conner, Ethan và Kira gặp lại nhau ở trường Reefside High, để đến thăm Tommy Oliver (không có thông tin gì về Trent trong tập này). Vào lúc này Broodwing đã lấy những viên ngọc Dino ở hành tinh Onyx, hắn mang ba người đến tương lai, căn cứ của hắn với mong muốn sử dụgn họ cho mục đích của hắn, ba người đã vội lấy viên ngọc của mình và bỏ chạy. Trong lúc bỏ hạy, họ đã đánh lại bọn quỷ để tự vệ, cùng lúc đó thì đội S.P.D đến và hỗ trợ họ, 5 người đã mời Conner, Ethan và Kira đến thăm căn cứ của mình, Dragoul đem quân đến tấn công, Jack, Sky, Bridge, Elizabeth và Sydney đến để chiến đấu chống lại, khi Conner, Ethan và Kira bày tỏ mong muốn giúp sức, Cruger cũng như 5 người trước đó đã ra sức từ chối, vì nếu có chuyện gì xảy ra với họ, có thể sẽ không có tương lai, Cruger đến giúp sức và gọi thêm Sam đến. Conner, Ethan và Kira sau đó đã thuyết phục được Katherine để cô hồi lại sức mạnh viên ngọc và 3 người đã đến giúp đỡ và liên quân đã giành chiến thắng. Sau chiến thắng đó, 3 người ngỏ ý muốn ở lại để tiếp tục giúp đỡ, nhưng đã bị đội S.P.D từ chối, đội sau đó đã nói cho họ biết về tương lai của mình. Conner sẽ trở thành cầu thủ bóng đá chuyên nghiệp, nổi danh khắp đất nước, Kira trở thành ca sĩ nổi tiếng và Ethan trở thành nhà phát minh và chính là người đã thiết kế ra những công nghệ siêu việt cho đội S.P.D. Katherine đã đưa 3 người trở lại năm 2005 và xóa sạch trí nhớ của cả 3

## Power Rangers: S.P.D và Power Rangers: Dino Thunder (lần 2)
Team up lần thứ hai của 2 đội xuất hiện trong tập 38 khi Dino Thunder có đầy đủ lực lượng. Gruumm đã đưa con tàu của mình để đi qua lỗ hổng thời gian, trở về quá khứ 21 năm về trước, con tàu đã đi qua trường Reefside High, trong lúc Conner, Ethan, Kira và Trent đang nói chuyện. Cruger đã điều động Jack, Elizabeth và Bridge đuổi theo. Trong lúc đó Conner, Ethan, Kira và Trent đi vào khu rừng để tìm kiếm con tàu rồi gặp Zeltrax, khi đang chuẩn bị chiến đấu với 4 người thì Zeltrax đã bị Gruumm bắt và 2 người đã thỏa thuận để tiêu diệt các siêu nhân, sau đó 4 người đã gặp Jack, Bridge và Elizabeth. Trong lúc 7 người tiếp tục đi tìm kiếm con tàu thì liên quân Gruumm - Zeltrax xuất hiện và tấn công. Tommy Oliver đã đến và trợ giúp, trong thời gian đó, Sky, Sydney và Sam đã đến gặp Cruger để xin đến giúp đỡ và Cruger đã đồng ý và đi cùng 3 người. Với sự giúp đỡ của 4 người đến sau, S.P.D và Dino Thunder đã đánh bại được liên quân. Gruumm đưa tàu trở về với thời của mình còn Zeltrax thì chạy thoát. Sau chiến thắng đó, Cruger đã xóa sạch trí nhớ của 5 người, khi các siêu nhân khác bày tỏ rằng làm vậy là không công bằng vì đây là lần thứ hai hợp tác và cũng là lần thứ hai trí nhớ của họ bị xóa thì Cruger đã xóa trí nhớ của cả sáu người và của chính mình. 7 người trở lại thời của mình và tiếp tục đi làm nhiệm vụ. Còn Conner, Ethan, Kira, Tommy Oiver và Trent tiếp tục chiến đấu và tiêu diệt Mesogog mà không hề nhớ mình đã từng gặp mặt đội S.P.D, cũng như đội S.P.D đã đánh bại Gruumm mà không hề nhớ lần hợp tác này (tập team up này không có Tommy Oiver dạng người mà chỉ có ở dạng siêu nhân do Jason David Frank không tham gia đóng)

## Once a Ranger
Once a Ranger là tập đặc biệt nhằm kỷ niệm 15 năm Power Rangers trong tập 20 và 21 của Power Rangers Operation Ovedrive. Trong lúc 6 siêu nhân Ovedrive có một buổi tiệc nhỏ và nói chuyện với nhau về giá trị trở thành siêu nhân của mình, Thrax - con trai của Rita và Zedd đã được giải thoát. Giận dữ khi biết cha mẹ mình đã trở thành người tốt, Thrax lập một liên minh ma quỷ với Flurious, Moltor, Kamdor, Miratrix, Mig và Benglo nhằm truy tìm báu vật Corona Aurora. Liên minh đã đánh bại 6 người và phá huỷ thiết bị biến hình của họ. Trong một lần 6 người tấn công Mig và Kamdor mà không còn sức mạnh, họ bị đánh bại. Đúng lúc đó thì Mig bị trói bởi ma thuật cây bởi một siêu nhân xanh lá. Kamdor bị một siêu nhân đỏ bắn. Rồi một siêu nhân vàng tới tấn công Mig và một siêu nhân xanh dương tấn công Kamdor. 2 tên này cùng bị tấn công bởi một siêu nhân đen và bỏ chạy. 5 người này vốn là những siêu nhân từ các phần trước được chọn bởi Sentinel Knight làm giải pháp tạm thời cho đến khi tìm lại sức mạnh cho 6 chiến binh Ovedrive. 5 người đấy là Adam (đen, trong Mighty Morphin Power Rangers và Xanh Lá Power Rangers Zeo và Power Rangers Turbo), Tori (xanh dương, trong Power Rangers Ninja Storm), Kira (vàng, trong Power Rangers Dino Thunder), Bridge (đỏ, trong Power Rangers SPD) và Xander (xanh lá, trong Power Rangers Mystic Force). Vì Andrew không thể sửa lại được thiết bị biến hình nên 6 người quyết định quay lại cuộc sống bình thường, để 5 người kia đảm nhiệm vị trí của mình.
Trong lúc dọn nhà, Mack được Sentinel Knight chỉ ra vị trí thanh kiếm Excelsior - vũ khí đủ mạnh để ông phục hồi sức mạnh, cậu đã triệu tập 5 người đồng đội của mình đến để tìm. Thrax đến trước họ, nhưng hắn không thể lấy thanh kiếm ra khỏi bức tượng dù hắn rất cần nó để tiêu diệt Sentinel Knight. Tức giận, hắn bỏ đi và sai Vulturus đi tiêu diệt thành phố. 6 người cố sức lấy thanh kiếm, cảm động trước tình bạn của họ, Nữ thần chiến thắng đã hiện hình từ bức tượng và đưa thanh kiếm cho họ. Trong lúc 5 cựu siêu nhân và 2 Megazord bị thất thế trước Vulturus, Mack dùng thanh kiếm để tiêu diệt hắn. Nhận được thanh kiếm, Sentinel Knight phục hồi sinh lực, cùng lúc đó Adam tái khởi động Alpha 6 và cậu đã sửa lại thiết bị biến hình Ovedrive
Lấy lại sức mạnh, 5 cựu siêu nhân và 6 chiến binh Ovedrive tuyên chiến với liên minh ma quỷ, với khẩu hiệu "Một lần là siêu nhân, cả đời là siêu nhân". Bridgevà  Mack cùng nhau đánh bại Flurious. Dax, Will và Xander hợp sức hạ gục Mig và Benglo. Tori và Rose đánh Moltor và 2 tên lính của hắn. Kira và Ronny chung tay đả bại Kamdor và Miratrix. Tyzoon một mình cân đám crẹp. Adam đấu 1 chọi 1 với Thrax. Setinel Knight xuất hiện cùng thanh kiếm Excelsior tiêu diệt Thrax và cũng 11 người tập hợp vũ khí đánh đuổi liên minh ma quỷ. Sau trận đánh, 6 chiến binh Ovedrive chia tay 5 cựu siêu nhân và giữ liên lạc hẹn ngày gặp lại
Trong tập phim này Bridge có giải thích cậu được làm siêu nhân đỏ do Cruger được bổ nhiệm làm lãnh đạo SPD và ông chọn Sky lên vị trí của mình, vì vậy mà Bridge được thăng lên làm siêu nhân đỏ trong khi Jack rời đội đã lâu. Adam tỏ ra bất ngờ khi Kira cho biết anh bạn cũ Tommy của mình là một tiến sĩ cổ sinh vật học về loài khủng long. Thiết bị biến hình của Adam cũng khác so với hồi anh còn sử dụng năng lực đen của mình cũng như bài Go Go Power Rangers không được dùng lại

## Clash of the Red Rangers
Là tập team up giữa Power Rangers Samurai và Red ranger của Power Rangers RPM.
Ở vùng đất hoang, SkyRev Megazord đối đầu với Giáo sư Cog . Scott Truman ra lệnh cho Cog ba bước để quay lại và bắn khi Cog bảo anh ta không được gian lận. Cả Megazord và Cog đều thực hiện ba bước của mình, nhưng Megazord rút súng nhanh hơn và bắn, đánh ngã Cog. Tuy nhiên, anh ta nhanh chóng đứng dậy, mắng Scott vì sự trung thực của anh ta và để lộ một tấm khiên ẩn. Cog bắn súng vào Megazord và đánh ngã nó, Scott thề sẽ truy đuổi hắn ta. Cog bỏ đi và nói rằng hắn sẽ phá hủy hai thế giới.
Trong chiều không gian của Samurai Rangers, một toa tàu đến tàu điện ngầm của thành phố khi Cog và một đội Grinders bước ra khỏi tàu. Cog tự hỏi làm thế nào hắn có thể đến được Netherworld của Master Xandred. Trong khi đó, một Nighlok tên là Sharkjaw tấn công thành phố khi Antonio đến cùng những Rangers khác để đấu tay đôi với hắn. Từ xa, Cog quan sát và ngạc nhiên trước sự tồn tại của Samurai Rangers. Sharkjaw xoay tròn theo đội hình lốc xoáy và đánh ngã Samurai Rangers. Mike đứng dậy và cố gắng giữ Sharkjaw lại, nhưng anh ta cũng bị đánh sang một bên. Antonio lao về phía trước nhưng lại bị đánh ngã một lần nữa. Tuy nhiên, Sharkjaw bắt đầu khô héo và rút lui. Các Rangers biến hình khi Cog nói rằng hắn sẽ đến thăm Xandred.
Ở Netherworld, Sharkjaw trở lại khi Xandred và Octoroo khen ngợi anh ta về thiệt hại gây ra ở thế giới bên kia. Serrator tuyên bố rằng Tướng Gut sẽ chỉ huy cuộc tấn công xâm lược Trái đất với đội quân Nighlok của mình. Trên mặt đất, Giáo sư Cog tiến vào Netherworld và nói rằng chủ nhân của ông yêu cầu Netherworld hỗ trợ tiêu diệt loài người trong chiều không gian của họ. Cog tuyên bố kế hoạch sử dụng nguồn nước độc ác của Sông Sanzu để tiêu diệt loài người trong chiều không gian của mình. Ông đề nghị giúp đỡ cuộc xâm lược của Xandred để đổi lấy nguồn nước. Sau đó, ông đề xuất giải quyết Samurai Rangers trong khi Nighloks tấn công thành phố. Trên tàu điện ngầm, Scott nhảy xuống tàu và đi vào thành phố.
Ngay lúc đó, một chiếc ô tô rơi từ trên cầu xuống, gần như đè bẹp Rangers. Một nhóm Grinders bắt đầu tấn công những công nhân xây dựng, và Samurai Rangers biến hình để chống lại chúng. Năm Rangers tiếp tục tấn công Grinders bằng kiếm của họ, nhưng chúng không cắt được áo giáp mạ của chúng. Jayden bảo cả đội không được bỏ cuộc khi Scott xuất hiện. Anh ấy nói với Rangers rằng kiếm của họ sẽ không cắt được áo giáp của Grinders và bắt đầu bắn hạ chúng bằng Nitro Blaster của mình. Scott bắt đầu cắt vào những trận chiến khác mà Samurai Rangers đang chiến đấu, điều này thực sự xúc phạm họ. Sau khi Scott hạ gục phần còn lại của Nighloks, Samurai Rangers biến hình và hỏi anh ấy là ai. Scott nghĩ rằng Rangers bị điên vì anh ấy đã hạ gục Grinders và không chắc liệu kiếm của họ có thể làm được việc đó không. Scott tự giới thiệu mình. Jayden muốn anh ta biến hình và lộ diện. Scott nói với họ rằng anh ta không thể biến hình vì lý do riêng của mình, và Kevin và Mike tự hỏi liệu họ có thể tin tưởng anh ta không. Mia và Emily thích anh ta và kéo Scott trở lại Nhà Shiba....
Tại tàu điện ngầm, Scott nói với Rangers rằng anh phải quay trở lại chiều không gian của mình. Scott nói với nhóm rằng họ ổn, nhưng vẫn "cổ hủ". Emily bảo anh chào những RPM Rangers khác, và Mike ước Scott có thể biến hình để họ có thể nói lời tạm biệt trực tiếp. Anh cũng nói như vậy và bảo Mike chăm sóc Emily vì anh thấy cô ấy nhìn anh như thế nào. Chuyến tàu khởi hành khi Mike được khích lệ và cùng những người khác quay trở lại ngôi nhà.

## Legendary Battle
Legendary Battle là tập thứ hai mươi và cũng là tập cuối cùng của Power Rangers Super Megaforce , mùa thứ hai của Power Rangers Megaforce và là phần kết của tập cuối gồm hai phần. Tập này đánh dấu sự xuất hiện của Legendary Rangers , cũng như sự xuất hiện cuối cùng của Armada .
Vài ngày sau, một tập phim mở rộng bao gồm cả The Wrath và Legendary Battle được phát sóng, với nhiều cảnh quay và lời thoại bổ sung.

Hoàng đế Mavro và những gì còn lại của hạm đội đã chiến đấu không ngừng nghỉ chống lại Power Rangers, những người đã suy yếu và mất Zords của họ . Trong một sự bùng nổ cuối cùng của chủ nghĩa anh hùng, họ bước vào trận chiến cuối cùng. Thật bất ngờ, tại thời điểm này, mọi thế hệ Power Ranger đang tồn tại đều đến để hỗ trợ họ trong trận chiến. Thông qua nỗ lực chung của họ, họ có thể tiêu diệt Hoàng đế và hạm đội của ông ta để một lần nữa cứu Trái đất.
Sau tập 19, thành phố bị phá hủy và nhiều thường dân đặt câu hỏi liệu lời tuyên bố của Mavro về việc đã tiêu diệt Power Rangers có đúng không. Khi Mega Rangers tập hợp lại, một số Legendary Rangers - bao gồm Tommy Oliver , Cassie Chan , TJ Johnson , Leo Corbett , Carter Grayson và Dana Mitchell - được nhìn thấy khắp thành phố đang giúp đỡ người dân thoát khỏi những tình huống nguy hiểm. Khi người dân chuẩn bị cho cuộc tấn công của Armada vào lúc rạng sáng, những Legendary Rangers khác - bao gồm Damon Henderson , Karone và Wesley Collins - cũng được nhìn thấy trong đám đông.
Các Rangers liên lạc với Gosei , người bày tỏ sự tin tưởng của mình vào khả năng thành công của họ mặc dù mất Zord. Trong khi các Rangers ban đầu chán nản, Troy đã động viên họ bằng một bài phát biểu khích lệ, và một con tàu Armada quen thuộc sớm hạ cánh với sự bổ sung đáng hoan nghênh cho lực lượng của họ: một Orion trở về .
Ngày hôm sau, Redker dẫn đầu một lực lượng robot Armada tấn công thành phố, chỉ để bị Rangers thách thức. Sau khi giúp những người khác chiến đấu với hắn trong thời gian ngắn, Troy và Orion quyết định rằng hy vọng duy nhất của họ để đánh bại Armada mãi mãi là xâm nhập vào tàu chỉ huy Armada và thách đấu trực diện với Hoàng đế Mavro. Để bốn người bạn của mình tiếp tục trận chiến, họ lên tàu của Orion và cố gắng đâm vào tàu chỉ huy và tiến lên tàu. Trong khi những người bạn của họ đánh bại Redker, cặp đôi này thách đấu với Mavro, nhưng hắn chứng tỏ mình là một chiến binh đáng gờm. Tuy nhiên, họ xoay sở để chuyển hỏa lực của tàu chỉ huy sang phần còn lại của hạm đội Armada, tiêu diệt toàn bộ lực lượng trong vòng chưa đầy một phút.
Sử dụng toàn bộ sức mạnh của mình, họ đánh bại Mavro và đẩy con tàu chiến chủ lực lao xuống Trái đất. Khiến những người bạn của họ kinh hoàng, họ dường như đã tử nạn trong vụ tai nạn khi con tàu phát nổ. Tuy nhiên, bằng cách sử dụng sức mạnh của Red và Silver Space Rangers , hai người đã thoát khỏi con tàu trước khi nó rơi xuống. Cả nhóm ăn mừng chiến thắng, chỉ để phát hiện ra một mối đe dọa cuối cùng: một đội quân khổng lồ gồm X Borgs và Bruiser đang tiến về phía thành phố. Mặc dù bị áp đảo về số lượng, sáu Rangers vẫn quyết tâm chiến đấu, và sau đó nhận được một bất ngờ cuối cùng: tất cả các Rangers Huyền thoại đều xuất hiện để hỗ trợ họ trong cuộc đối đầu cuối cùng này. Các Rangers Megaforce vui mừng chào đón những đồng minh mới của mình và kiềm chế không chuyển sang chế độ Super Megaforce vì họ tự tin về kết quả của trận chiến.
Sau một cuộc chiến dữ dội, tất cả các robot đều bị đánh bại, và các Rangers kỳ cựu - do Tommy chỉ huy - tạm biệt Megaforce, đảm bảo với họ rằng các Rangers lớn tuổi hơn sẽ luôn ở bên họ. Với điều đó, các Rangers Huyền thoại giải tán, và các Rangers Megaforce quyết định ăn mừng chiến thắng của họ, với Troy để lại thanh kiếm của mình tại địa điểm của trận chiến cuối cùng và Gia tặng Jake một nụ hôn trên má.

## Grid Connection
là tập thứ mười ba của mùa thứ hai của Power Rangers Beast Morphers và là tập thứ ba mươi bảy nói chung.
Đây là tập thứ ba và cũng là tập cuối cùng của cốt truyện chéo được thiết lập trong các tập trước, vì nó liên quan đến Dino Rangers huyền thoại từ Mighty Morphin, Dino Thunder và Dino Charge, hỗ trợ Grid Battleforce Rangers đánh bại đồng minh mới của Evox. Nó có cái chết của Snide và Goldar. Tập phim này được sử dụng từ cảnh quay của movie Zyuden Sentai Kyoryuger vs. Tokumei Sentai Go-Busters: The Great Dinosaur Battle! Farewell Our Eternal Friends. 
Chỉ huy Shaw triệu tập các Rangers đến nhà chứa máy bay, nơi họ đoàn tụ với Keeper . Keeper tiết lộ rằng anh đã có một viễn cảnh về nhiều Power Rangers trong một trận chiến hùng mạnh và bị tiêu diệt. Khi Steel hỏi liệu họ có liên quan không, Keeper thừa nhận rằng anh không thể nói vì anh không nhìn rõ các đội. Tuy nhiên, Keeper đã có thể nhìn thấy Devon bị một thiên thạch đâm nhưng không biết nó sẽ xảy ra ở đâu hoặc khi nào. Devon nghi ngờ viễn cảnh của Keeper, nhưng những người khác tin anh sau khi đọc về những chiến công đáng kinh ngạc của Morphin Grid từ lớp Lịch sử Ranger. Mặc dù vậy, Devon vẫn rời đi vì anh ấy đến muộn cho một giải đấu trò chơi điện tử, phớt lờ lời cảnh báo của Keeper là không được nghi ngờ sức mạnh của Grid.
Devon và Cruise cưỡi ngựa đến giải đấu, chỉ để bị lạc trong một khu vực đồng cỏ. Đột nhiên, một thiên thạch đánh họ ra khỏi đường và họ bị ném sang một bên.
Trong khi đó, Nate nhận được tin nhắn từ Tyler trong chiều không gian Dino Charge . Tyler nói rằng họ đang bị tấn công, và đối thủ của họ đang truy đuổi Energems . Nhận ra rằng viễn cảnh của Keeper đã trở thành sự thật, các Rangers chuẩn bị cho trận chiến khi Tyler mở một cổng xuyên không gian để họ vào. Tuy nhiên, họ phải rời đi mà không có Devon vì họ biến hình trước khi vào cổng.
Khi ở trong chiều không gian Dino Charge, Grid Battleforce Rangers chứng kiến Dino Charge Rangers chiến đấu với một đội quân lính bộ binh cùng với Goldar Maximus và Snide . Grid Battleforce Rangers chiến đấu với đội quân, nhưng Snide đã buộc Chase phải biến hình và lấy Black Energem của anh ta , trong khi Goldar Maximus cũng làm như vậy với Koda . Grid Battleforce Rangers cố gắng chiến đấu với Goldar Maximus, nhưng sau đó chứng tỏ anh ta quá mạnh đối với họ khi một cú vuốt đã đánh ngã họ và buộc họ phải biến hình. Tệ hơn nữa, máy liên lạc của họ đã bị hỏng trong cuộc chiến, nghĩa là họ không thể gọi Grid Battleforce để được hỗ trợ.
Devon và Cruise trở về Grid Battleforce, nơi Chỉ huy Shaw kể cho anh ta nghe chuyện gì đang xảy ra. Lần liên lạc cuối cùng của họ với Grid Battleforce Rangers là khi Ravi kể cho họ nghe về Goldar Maximus, cách thiết bị của họ bị phá hủy và cách bốn Energem bị đánh cắp. Khi tin nhắn bị cắt, Devon xin lỗi Keeper vì đã không tin anh ta hoặc Morphin Grid. Devon biết mình phải đi cứu bạn bè, nhưng Shaw nhắc anh ta rằng anh ta sẽ cần sự giúp đỡ. Nhớ lại Keeper đã nói rằng nhiều đội Ranger được kết nối với Grid, Devon gợi ý rằng họ nên liên hệ với một trong số họ thông qua đó. Vì Keeper không có nhân viên của mình trong tay, do Evox có nó, Devon gợi ý rằng anh ta có thể sử dụng một trong những Tháp Morph-X để liên lạc với một Ranger vì họ sử dụng năng lượng từ Grid. Shaw cho rằng điều đó là không thể vì sức mạnh của Morph-X quá mạnh, nhưng ngay lúc đó, Cruise bước vào với một chiếc hộp chì, giải thích rằng nó chứa tàn tích thiên thạch của thiên thạch đã đâm vào họ. Thì ra thiên thạch phát ra một làn sóng từ trường mạnh có khả năng phá vỡ năng lượng, và Devon nhận ra rằng Grid đã gửi cho anh ta thiên thạch này để giao tiếp với chính nó.
Sau khi đi xuống Tháp Morph-X, Devon, Chỉ huy Shaw và Keeper đi sâu xuống nơi tòa tháp kết nối với Lưới Morphin. Keeper bảo Devon tin tưởng vào Lưới khi anh ta bước vào dòng suối với thiên thạch trên tay. Devon kêu cứu, và thiên thạch biến thành Đồng tiền sức mạnh Tyrannosaurus khi một cổng xuyên không gian mở ra phía sau anh ta. Jason Lee Scott , Red Ranger đầu tiên, bước ra từ đó , anh ta hỏi Devon tại sao anh ta được triệu hồi. Devon giải thích tình hình cho Jason, nhưng việc nhắc đến Goldar Maximus khiến Jason bị sốc vì anh ta nghĩ Zordon đã tiêu diệt anh ta nhiều năm trước. Bất chấp điều đó, Jason đồng ý giúp Devon khi anh ta đưa cho anh ta Đồng tiền sức mạnh, hứa rằng Goldar Maximus sẽ đạt được sức mạnh của cả Grid Battleforce và Legendary Dino Rangers.
Quay trở lại chiều không gian Dino Charge, Vivix và Putty mang đến cho Scrozzle một khối địa cực để tạo ra một Dino Zord mới, nhờ vào hướng dẫn mà Keeper đưa cho anh ta khi bị Compliance Collar kiểm soát . Với sáu lọ DNA khủng long khác nhau và bốn Energem bị đánh cắp, Scrozzle tin rằng họ có đủ để làm như vậy, ngay khi Evox tỏ ra mất kiên nhẫn. Không hề hay biết, Tyler và Chase đã theo dõi những kẻ xấu và đi báo cho những người khác.
Trong khi họ đang lo lắng về việc Zord mới này sẽ trở thành gì, Devon và Jason đến thông qua một cổng thông tin xuyên không gian. Devon và Jason đưa cho Grid Battleforce Rangers Morpher dự phòng, và Tyler, Chase, Koda và Ivan Morph-X-powered Dino Chargers để họ vẫn có thể biến hình ngay cả khi không có Energem. Jason bảo Devon dẫn đội Ranger của mình đi vòng qua lối sau trong khi anh dẫn những người khác ra phía trước.
Jason và Dino Charge Rangers tiến đến một cánh đồng trống, chỉ có Goldar Maximus, Snide, Robo-Generals và một đội quân lính bộ binh của các loài khác nhau dịch chuyển đến. Tuy nhiên, Jason không ấn tượng với đội quân của họ và gọi quân đội của riêng mình, sử dụng Power Coin để triệu hồi các đồng đội Mighty Morphin của mình và bộ ba chính của Dino Thunder Rangers . Jason dẫn Tyler và các Dino Charge Rangers chưa biến hình khác trong hình dạng biến hình và dẫn đầu Dino Rangers huyền thoại đối đầu với quân đội của Goldar Maximus. Dino Rangers huyền thoại chiến đấu với lính bộ binh, với Ivan dẫn Kimberly và Kira trong đội hình Ptera, Riley và Yellow Mighty Morphin Ranger hợp tác chiến đấu cận chiến, và Chase và Koda tham gia Black Mighty Morphin Ranger đánh bại nhiều lính bộ binh hơn. Ivan cố gắng tiêu diệt Robo-Roxy bằng Lightning Final Strike, trong khi Dino Thunder Rangers tiêu diệt Snide bằng Z-Rex Blaster . Khi Robo-Blaze nhìn thấy điều này, anh ta rút lui để cảnh báo Evox...
Dino Rangers Huyền thoại triệu hồi Zords của họ, tạo thành Dino Charge Megazord , Thundersaurus Megazord và Megazord ban đầu . Cả ba Megazord đều cố gắng chiến đấu với Chimera Zord, nhưng nó tỏ ra quá mạnh đối với chúng, ngay cả khi Dino Charge Rangers biến thành Dino Charge Megazord Tri-Stego-Ptera Formation . May mắn thay, Devon đã triệu hồi được Beast-X King Zord và tham gia vào cuộc chiến. Devon và Dino Charge Rangers kết hợp Zords của họ thành Dino Charge Megazord Beast-X King Formation . Với sức mạnh kết hợp của cả ba Megazord, các đội Ranger kết hợp các vụ nổ của họ thành một chùm năng lượng mạnh mẽ, phá hủy Chimera Zord khi Evox rút lui.
Sau khi cuộc chiến kết thúc, các đội Ranger tập hợp lại trong mỏ đá, với Tyler và những người khác lấy lại Energems của họ và Keeper lấy lại cây gậy của mình. Cả Jason và Conner đều lưu ý rằng Evox vẫn chưa xong, nhưng Zoey tự tin rằng họ có thể xử lý anh ta trước khi cảm ơn mọi người vì sự giúp đỡ của họ. Sau đó, Mighty Morphin và Dino Thunder Rangers trở về chiều không gian của họ , với Jason nói rằng di sản của Ranger sẽ tồn tại bất kể điều gì xảy ra. Devon cảm ơn Keeper vì đã dạy anh ta giá trị của Morphin Grid khi Grid Battleforce Rangers trở về chiều không gian của họ.

## Dimensions in Danger
Là tập thứ mười của Power Rangers Super Ninja Steel , mùa thứ hai của Power Rangers Ninja Steel . Kỷ niệm 25 năm ra mắt loạt phim Power Rangers , tập phim này đóng vai trò là sự giao thoa giữa Ninja Steel Rangers và một số Legendary Rangers khi họ chiến đấu với Chúa tể Draven.
Tập phim này mặc dù sử dụng các cảnh quay từ Shuriken Sentai Ninninger The Movie: The Dinosaur Lord's Splendid Ninja Scroll!, nhưng có phần  "đen tối" hơn so với phiên bản gốc. 
Tommy Oliver , hiện là một người cha vẫn sống tại Reefside vừa trở về từ võ đường để đón con trai mình, JJ tại nhà đến trường trong khi gọi điện cho vợ để chuẩn bị lịch trình cho bữa tối. Khi Tommy sắp vào nhà, anh bị Chúa tể Draven bắt giữ .
Ninja Steel Rangers đang chơi bi-a ở trường thì nhận được tin nhắn từ Mick nói rằng có khách đến thăm. Khi Rangers xuất hiện, 3 người lạ từ tập trước đi vào qua cổng của họ. Họ tiết lộ mình là Wesley Collins/Time Force Red Ranger , Koda/Dino Charge Blue Ranger và Gemma/Ranger Operator Series Silver . Họ giải thích rằng Draven đã bắt giữ Rangers từ các chiều không gian khác và hỏi Ninja Steel Rangers xem họ có thấy điều gì đáng ngờ không. Họ nói rằng họ chưa thấy nhưng họ muốn giúp đỡ. Wes giải thích rằng trước tiên, họ cần tìm Tommy Oliver.

Họ đi đến nhà của Oliver, nơi họ thấy Draven và một số Basherbots mang theo một chiếc rương lớn đi qua một cánh cổng. Robo-Tommy đi ra khỏi nhà. Madame Odius cũng xuất hiện, nhắc nhở Draven về thỏa thuận của họ. Sau đó, cô ấy làm cho ba mũi tên bên trong ngực Draven trở nên mạnh mẽ và giải thích rằng sau khi bắn mũi tên Mega-Arrow đầu tiên, Draven phải đợi bầu trời chuyển sang màu đỏ. Sau đó, cô ấy quay trở lại Warrior Dome . Draven, Robo-Oliver và Basherbots rời đi qua cánh cổng. Wes tạo ra cánh cổng riêng của mình đến Antiverse nơi các Rangers khác đi theo.
Cảnh quay chuyển sang nhà máy Robot Ranger của Draven, nơi mà Draven cũng đã bắt được Antonio Garcia/Gold Samurai Ranger, Katherine Hillard/Pink Turbo Ranger I, Rocky DeSantos/Mighty Morphin Red Ranger II, TJ Johnson/Blue Space Ranger, Gia Morgan/Megaforce Yellow, và Trent Fernandez-Mercer/White Dino Ranger. Draven đang sử dụng Rangers để tạo ra các bản sao rô bốt và đang tập hợp một đội quân để phá hủy các chiều không gian. Oliver, trong hình dạng sấm sét khủng long đen của mình, phá hủy một trong những cỗ máy nhân bản. Nhà máy rô bốt của Draven đã bị đóng cửa, nhưng hắn vẫn tin rằng đội quân của mình đã đủ lớn.
Trong khi đó, Ninja Steel Rangers và những người khác cố gắng lẻn vào nhà máy của Draven, tiêu diệt tất cả Basherbots trên đường đi. Tommy Oliver thực sự xuất hiện để giúp họ. Anh ta dẫn họ vào nhà máy, nhưng Draven tìm thấy họ. Anh ta bắn một trong những Mega-Arrows của mình lên trời và một vết nứt màu đen hình thành trên rào chắn. Các Rangers buộc phải tìm một cách khác để vào bên trong; họ tìm thấy và giải thoát những người bị bắt. Tất cả đều trốn thoát được ngoại trừ Oliver, người bị tấn công bởi kẻ mạo danh robot của mình, kẻ biến thành Black Dino Ranger. Oliver thực sự biến thành hình dạng Zeo Ranger V Red của mình, và hai người chiến đấu, với Tommy thực sự cũng biến thành White và Green Ranger. Robot bị đánh bại và nhà máy phát nổ thành từng mảnh. 
Brody và Sarah đang tìm lối ra thì bất ngờ họ tìm thấy chiếc rương chứa hai Mega-Arrows của Draven. Sarah trói Brody vào rương, với Preston điều khiển Dragon Zord của mình bên ngoài nhà máy. Anh ta đưa Brody và chiếc rương bay đi cùng với những Rangers khác đang trốn thoát, nhưng Draven đã bắn hạ họ. Anh ta bắn Mega-Arrow thứ hai lên trời ngay khi nó chuyển sang màu đỏ. Ninja Steel Rangers đối đầu với đội quân kiểm lâm robot của Draven. Họ và những kiểm lâm khác biến hình và đánh bại những con robot.
Trong khi đó, tại Warrior Dome, Badonna tiết lộ rằng quân đội của Draven đã bị đánh bại, vì vậy Odius ra lệnh biến Draven thành người khổng lồ. 
Ngay khi Draven trở nên khổng lồ, anh ta bắn Mega-Arrow cuối cùng lên bầu trời. Tuy nhiên, Tommy Oliver lại biến thành White Ranger và Falconzord của anh ta bắt được Mega-Arrow. Những Rangers khác bắn Draven từ dưới đất và Falcon Zord đâm Mega-Arrow cuối cùng vào Draven, tiêu diệt anh ta. Vết nứt trên rào chắn được sửa chữa hoàn toàn.
Các Rangers chào tạm biệt nhau trước khi trở về chiều không gian của mình.